# Ricardo Martínez
Ricardo Julián Martinez Pavón (Assunção, 18 de fevereiro de 1984) é um futebolista paraguaio, que joga como zagueiro.
Martínez começou no pequeno Silvio Pettirossi, time de sua terra natal. Em seguida, passou por Libertad e Deportes Concepción do Chile. Em 2008, atuou por 6 partidas pelo Atlético Mineiro e foi emprestado ao Gama.

## Títulos
Libertad
- Torneio Apertura: 2006
- Campeonato Paraguaio: 2006 e 2007.